# Buesia mirifica
Buesia mirifica là một loài thực vật có mạch trong họ Hymenophyllaceae. Loài này được (C.V. Morton) Copel. miêu tả khoa học đầu tiên năm 1938.